# Kojibiose
Le kojibiose est un diholoside constitué de deux unités de glucose reliées par une liaison osidique α(1→2).
Le kojibiose est présent dans les extraits de koji d'où il tire son nom. On en trouve aussi dans le saké, le miel et la membrane du Streptococcus faecalis. Le kojibiose a été la première fois découvert dans le saké en 1953.
On obtient le kojibiose dans les résidus de la saccharification de l'amidon par l'action de l'enzyme glucosidase transglucolisation.